# Vittringshud
Vittringshud är det yttersta lagret av ett stenblock, exempelvis ett flyttblock eller en yta på ett berg i dagen. Vittringshudens färg kan skilja avsevärt från en ren ny yta som tas fram ur stenen, berget.
När man prospekterar berg kan man inte alltid avgöra vilken bergart man har framför sig om man inte frigör ett stycke friskt berg.
Exempelvis kan ett blocks vittringshud vara brun medan bergarten i friskt brott är grågrön (alnöitisk/"kimberlitisk" bergart)